# زتی
زتی (انگلیسی: Zetti؛ زادهٔ ۱۰ ژانویهٔ ۱۹۶۵) با نام اصلی آرملینو دونیزتی کوئایاتو بازیکن سابق و مربی فوتبال اهل برزیل است.
از باشگاه‌هایی که در آن بازی کرده‌است می‌توان به باشگاه فوتبال پالمیراس، باشگاه فوتبال فلومیننزه، باشگاه فوتبال سائو پائولو، باشگاه فوتبال گوارانی، و باشگاه فوتبال سانتوس اشاره کرد.
وی همچنین در تیم ملی فوتبال برزیل بازی کرده‌است.